# انتخابات الرئاسة الأوسيتية 2011
انتخابات الرئاسة الأوسيتية 2011 هي انتخابات رئاسية جرت في 27 نوفمبر 2013، لانتخاب رئيس.
فاز بالانتخابات فاديم بروفتسف.